# Miss Fausto
Miss Fausto es un concurso de belleza de transformismo chileno anual organizado desde 1993 por la discoteca Fausto con sede en Santiago. Ha sido catalogado como el más importante en su categoría en Chile.

## Historia
Si bien en sus inicios la premiación no se realizaba como evento abierto al público, la discoteca LGBT Fausto en Santiago realizó públicamente la primera edición del concurso de belleza de transformismo en Chile en 1993, premiando a la transformista Rachel Ferraro. Posteriormente, el evento comenzó a ser realizado en teatros de la misma ciudad, siendo el Teatro La Esquina en Providencia su primera ubicación y posteriormente el Teatro Cariola.
Desde entonces, el evento se realiza en el segundo semestre de cada año y consiste en una serie de rondas de presentación en trajes típicos, de baño y de gala.
En 2016, la ecuatoriana Kendall Blanco se convirtió en la primera extranjera en ganar el Miss Fausto. En 2023, Fernanda Ferreira se convirtió en la primera venezolana en ganar el certamen.

## Impacto mediático
Debido a su trayectoria e impacto cultural, el Miss Fausto ha sido catalogado como el más importante en su formato en Chile.
Asimismo, el evento ha recibido cobertura mediática tradicional en sus últimas ediciones: en 2015, el evento fue animado por Maureen Junott, mientras que el jurado estuvo integrado por Ariel Levy, María Elena Swett, Yann Yvin, Javiera Contador, Marlen Olivari, Leonor Varela y Nicole Gaultier. En 2017, las actrices Mariana di Girólamo y María José Bello participaron en el evento. Al año siguiente, el jurado estuvo integrado por Tamara Acosta, Julián Elfenbein, Fernando Godoy, María Eugenia Larraín, Ximena Rivas, Bastián Bodenhöfer, María Elena Swett, Héctor Morales y Marlen Olivarí.

## Ganadoras
- 1994: Rachel Ferraro[4]
- 1995: Claudia Taylor
- 1996: Francesca Villasante
- 1997: Macarena Valverde
- 1998: María Ángel Vergara
- 1999: María Soledad San Martín
- 2000: Carolina Ferraz
- 2001: Andrea Ferrari[11]
- 2002: Vanessa Meyer
- 2003: Giselle Ruz
- 2004: Daniela Cardoen
- 2005: Camila del Solar
- 2006: Paloma Dorantes
- 2007: Sabrina O'Donell
- 2008: Fernanda Brown
- 2009: Flavia Ferrer
- 2010: Linda Villanueva
- 2011: Ambar Savogal
- 2012: Isidora Freedman
- 2013: Cristal Diamon
- 2014: Fernanda Brown
- 2015: Victoria Fantini
- 2016: Angie Loza[5]
- 2017: Kendall Blanco
- 2018: Ema Brauer[12]
- 2019: Victoria Paz[13]
- 2020: Ritsu Devil
- 2021: Vanilla Venti
- 2022: Bárbara Banks
- 2023: Fernanda Ferreira[8]
- 2024: Ritsu Devil
- 2025: Lorenza Santino[14]